# Лихоманка (фільм, 2002)
«Лихоманка» (англ. Cabin Fever) — американський комедійний фільм жахів 2002 року, який став дебютним для 30-річного режисера Елая Рота. Також Елай Рот став сценаристом, разом з Ренді Перлштейном. Вперше показаний на Кінофестивалі у Торонто 14 вересня 2002 року. Фільм має два продовження: «Лихоманка 2: Весняна лихоманка» 2009 року, та «Лихоманка: Нульовий пацієнт» 2014 року. Також у 2016 році вийшов ремейк цього фільму, у якому Елай Рот також виступив сценаристом.
Фільм розповідає нам про групу випускників коледжу, які орендують будиночок у лісі та стають жертвами невідомого вірусу, що вражає підшкірну клітковину, оболочку внутрішніх органів та викликає некроз шкіри. Натхненням для сюжету фільму став реальний досвід Елая Рота, коли під час поїздки в Ісландію у нього з'явилася шкірна інфекція.

## Сюжет
Фільм починається з того, що якийсь чоловік (Ері Вервін) полює у лісі на кроликів і знаходить свою собаку мертвою. Всі симптоми вказують, що вона померла від інфекції. Через необережне поводження і чоловік заражається.
Тим часом п'ятеро друзів Джефф (Джої Керн), Марсі (Серіна Вінсент), Пол (Райдер Стронг), Карен (Джордан Ледд) і Берт (Джеймс ДеБелло) направляються до орендованої хатини в лісі, де вони збираються відпочити. По дорозі до будиночку, вони зупиняються біля магазину, щоб купити алкоголю. У магазину Пола кусає розумово відсталий хлопчик на ім'я Денніс (Меттью Хелмс). Але це їх не зупиняє і вони все ж дістаються до місця призначення.
Джефф і Марсі йдуть займатися сексом, Пол і Карен йдуть до озера, а Берт вирішує трохи пополювати на білок. Полюючи, він випадково стріляє в чоловіка з початку фільму, у якого є ознаки хвороби шкіри. Він спробував наблизитися до Берта благаючи про допомогу, але той вистрілив ще раз, а потім одразу тікає і нікому не розповідає про інцидент.
Увечері група збирається біля багаття, де до них приєднується дружній волоцюга Грімм (Елай Рот) та його собака на ім'я доктор Мамбо. Згодом починається дощ і Грімм з псом йдуть від них, щоб зібрати речі, але обіцяє повернутися. Поки друзі чекають Грімма в приміщенні, заразний чоловік з початку фільму повертається, знову благаючи про допомогу, але вони відмовляють йому. Чоловік залізає до їх машини, намагаючись її викрасти, де він блює кров'ю. Джефф, Пол і Берт намагаються його вигнати звідти, але лише розбивають машину, яка після цього не заводиться. Після того, як чоловік сам виходить з машини, його підпалюють, він тікає в ліс і вмирає в озері.
Наступного дня Джефф і Берт йдуть шукати телефон і механіка для машини та знаходять жінку, яка їм розповідає, що якийсь звір заражає тварин у окрузі і, зокрема, її свиней. Також вона погоджується викликати їм механіка по рації з дому. Зайшовши в дім, вони бачать фото того самого хворого чоловіка і дізнаються, що це двоюрідний брат жінки. Дізнавшись про це, вони тікають.
В цей час до хатини навідується помічник шерифа Вінстон, і Пол розповідає про нічний інцидент. Помічник обіцяє зранку прислати евакуатор. Після цього група відмиває машину від крові та намагаються самі її відремонтувати.
Карен випиває склянку води, забір якої йде з озера, і починає погано себе почувати. Вночі Пол виявляє у неї гнилі рани на стегнах. Щоб уникнути зараження вони замикають її в сараї. До сараю прибігає пес Грімма і група вирішує по черзі стерегти сарай, щоб собака не накинулася на їх подругу всередині.
Зранку їх машина все ж заводиться і вони вирішують відвезти Карен до лікарні. Тим часом Берт розуміє, що він теж заражений, але нічого не говорить іншим. Пол і Марсі вирішують якось допомогти Карен та ведуть її до машини, але вона теж починає блювати кров'ю. Джефф, побоюючись, що він теж заразиться, тікає в ліс. Берт їде в місто за лікарем.
Залишившись самі Марсі і Пол займаються сексом. Пол висловлює своє занепокоєння тим, що вони не використовують презервативи, але Марсі стверджує, що вона здорова. Після сексу Марсі виявляє на своєму тілі підозрілі червоні плями.
Берт (вже з ознаками зараження) заїжджає в магазин, який компанія відвідала раніше, щоб спробувати розпитати, де знайти лікаря, але тільки злить власника магазину. Той обіцяє викликати лікаря, тільки щоб Берт не підходив до них з сином. Та згодом син власника магазину, Денніс, кусає Берта. Батько Денні звинувачує Берта в зараженні хлопчика, після цього Берт тікає.
В цей час, посварившись з Марсі, Пол йде на пошуки Джеффа, але виявляє тіло заразного чоловіка, якого вони підпалили, у водоймі, і розуміє, що інфекція поширюється через водопровід. Далі, через необережність Пол падає у озеро.
Марсі, залишившись одна в будиночку, приймає ванну і вирішує зробити депіляцію на ногах, Та коли вона починає голити ноги, то здирає з себе шкіру. Запанікувавши, вона вибігає з хатини, де на неї нападає пес Грімма. Вона намагається сховатися в сараї з Карен, але невдало, вона лише встигає відкрити його.
Повертаючись до будиночку, Пол чує крики Марсі. Він біжить на крики і виявляє її розірвану на шматки. У сараї він бачить, як собака їсть Карен, яка ще жива. Пол вбиває собаку пістолетом Берта, а потім з жалю добиває свою подругу лопатою.
Берт повертається до хатини, сильно ослаблений хворобою. Він розповідає Полу про інцидент біля магазину. Вони намагаються відбитися від батька хлопчика, який разом зі своїми друзями переслідував Берта. Берта убивають, але Полу вдається відбитися від мисливців. Він знову йде шукати Джеффа, але натомість знаходить у печері труп Грімма. Після цього він краде машину власника магазину і хоче поїхати в місто, до лікарні але відволікається від керування автомобілем (він знаходить у себе симптоми хвороби) та збиває оленя.
Зрештою, закривавлений, Пол натрапляє на невелику вечірку, на якій присутній помічник шерифа Вінстон. Пол запитує у нього, чому він не прислав евакуатор. Вїнстон каже, що забув про це. У цей час по рації шериф передає Вінстону інформацію, що у хатинці сталася різанина і що група підхопила якийсь вірус, який «з'їдає шкіру» та дає команду стріляти в усіх з тієї компанії на ураження. Пол, запанікувавши, починає блювати кров'ю на всіх та б'є Вілсона деревиною по голові. Вибравшись з лісу на дорогу, Пол падає без свідомості перед вантажівкою. Водій відвозить його до лікарні. Там шериф і лікарі намагаються дізнатися у Пола джерело інфекції, але шок від втрати друзів викликав у нього психічний розлад. Лікарі кажуть, що шанс вижити у нього є тільки в Чикаго і не дуже хочуть з ним возитися самі. Тоді шериф дає команду саджати його в машину і що він «сам розбереться».
Наступного ранку Джефф виходить з лісу і повертається до хатинки, де розуміє, що всі його друзі мертві. Він виходить на ґанок і кричить «Я вижив!». Раптом, на місці, його розстрілюють поліцейські. Убивши його, вони відносять його до інших померлих та спалюють.
Фільм закінчується сценою, у якій двоє дітей набирають воду для лимонаду з річки, де вверх за течією лежить тіло Пола, і продають біля магазину. На задньому фоні проїжджає велика вантажівка з написом «Доставка води додому». Відвідувачі магазину і місцеві жителі із задоволенням п'ють лимонад дітлахів.

## В ролях
| Актор           | Роль                              |
| --------------- | --------------------------------- |
| Райдер Стронг   | Пол                               |
| Джордан Ледд    | Карен                             |
| Джеймс ДеБелло  | Берт                              |
| Серіна Вінсент  | Марсі                             |
| Джої Керн       | Джефф                             |
| Ері Вервін      | Генрі, мисливець з початку фільму |
| Елай Рот        | Грімм / Джастін                   |
| Джузеппе Ендрюс | Вінстон, помічник шерифа          |
| Меттью Хелмс    | Денніс                            |

## Історія створення
Сценарій до фільму був написаний ще в 1995 році, в той час як Елай Рот ще працював асистентом.  Але всі спроби продати сценарій нічого не дали, всі компанії вважали, що жахи стали нерентабельні. Хоча, після успіху фільму «Крик» інтерес до фільмів жахів зріс, але продати сценарій так і не вдалося. Багато студій вимагали кардинально змінити сценарій, особливо зробити у фільмі менше кривавих сцен, а також всіх насторожувало слово «негр», яке вимовлялося на початку фільму.

## Критика
На сайті Rotten Tomatoes, станом на 10 червня 2021 року, фільм отримав 62 % позитивних відгуків від критиків, та 44 % від глядачів. На IMDb фільм має рейтинг 5,6 з 10.
Квентін Тарантіно в одному з інтерв'ю назвав фільм як «кращий новий американський фільм», додавши, що за Елаєм Ротом стоїть майбутнє фільмів жахів.